# Teixidor groc
El teixidor groc (Anthoscopus parvulus) és una espècie d'ocell de la família dels remízids (Remizidae).

## Hàbitat i distribució
Habita els boscos del sud de Mauritània, Senegal, Gàmbia, sud de Mali, nord de Costa d'Ivori, Burkina Faso, Ghana, Togo, Benín, nord de Nigèria, Camerun i República Centreafricana.